# 自働化
自働化，一種品質控制的方法學，與及時化同為豐田生產方式的兩大支柱。

## 概論
及時化與自働化是豐田生產方式的兩大支柱之一。自働化，與自動化不同，是指加上了人類智慧的自動化機器生產。